# Керъл Кейн
Керълайн Лори Кейн (на английски: Carolyn Laurie Kane) е американска актриса.

## Биография
Родена е на 18 юни 1952 година в Кливланд в семейството на архитект и музикантка от еврейски произход. Започва да играе в театъра в детска възраст, а след това се снима в киното във филми, като „Кучешки следобед“ („Dog Day Afternoon“, 1975), „Ани Хол“ („Annie Hall“, 1977), „Принцесата булка“ („The Princess Bride“, 1987), „Скъперникът“ („Scrooged“, 1988). За ролята си в „Улица „Хестър“ („Hester Street“, 1975) е номинирана за „Оскар“ за главна женска роля. Най-голям успех има с участието си в телевизионния сериал „Такси“ („Taxi“, 1980 – 1983), за което получава награди „Еми“ за главна (1982) и поддържаща роля (1983) в сериал – комедия, както и номинация за „Златен глобус“.

## Избрана филмография
| година | филм                                | оригинално заглавие                  | роля                 | режисьор      |
| ------ | ----------------------------------- | ------------------------------------ | -------------------- | ------------- |
| 1971   | Плътското познание                  | Carnal Knowledge                     | Дженифър             | Майк Никълс   |
| 1973   | Последният наряд                    | The Last Detail                      | Млада курва          | Хал Ашби      |
| 1975   | Кучешки следобед                    | Dog Day Afternoon                    | Джени                | Сидни Лумет   |
| 1977   | Ани Хол                             | Annie Hall                           | Алисън Порчник       | Уди Алън      |
| 1987   | Принцесата булка                    | The Princess Bride                   | Валери, жена на Макс | Роб Райнър    |
| 2004   | Изповедта на една малолетна актриса | Confessions of a Teenage Drama Queen | мис Баголи           | Сара Шугърман |